# Christoffer Knuth
 Der er for få eller ingen kildehenvisninger i denne artikel, hvilket er et problem. Du kan hjælpe ved at angive troværdige kilder til de påstande, som fremføres i artiklen.

Adam Christoffer lensgreve Knuth (født 1. oktober 1973) er hofjægermester samt ejer og daglig leder af Knuthenborg Gods.

## Baggrund
Christoffer er søn af Adam Wilhelm Knuth og forfatteren Helle Stangerup, og storebror til folketingsmedlem Marcus Knuth. Christoffer boede hos sin mor fra han var 5 år.
Christoffer Knuth er juridisk kandidat fra Københavns Universitet, ligesom han er Master of Laws fra Canterbury Universitet og Magister Juris fra University of Oxford. Han har derudover en Executive Master of Business Administration på Copenhagen Business School. Efter jurastudierne har han arbejdet som advokatfuldmægtig og advokat, ligesom han har undervist som manuduktør på Københavns Universitet.
I 2008 overtog som han 35-årig den daglige ledelse af Knuthenborg Gods, herunder Knuthenborg Safaripark.

## Personlige liv
Christoffer Knuth har siden 2010 været gift med Stephanie Knuth. Han har været i den Kongelige Livgarde, hvor han opnåede rang af kaptajn af reserven.